# آنیسا رولا
آنیسا رولا (انگلیسی: Anisa Rola؛ زادهٔ ۲۴ مهٔ ۱۹۹۴) بازیکن فوتبال اهل اسلوونی است.

وی همچنین در تیم‌های ملی فوتبال یوفا و زنان اسلوونی بازی کرده‌است.